# 中國靈魂爭奪戰：習近平治下的宗教復興、壓制和抵抗
《中國靈魂爭奪戰：習近平治下的宗教復興、壓制和抵抗》簡稱《中國靈魂爭奪戰》，是國際組織自由之家在2017年2月發表的宗教自由報告，作者為薩拉·庫克（Sarah Cook）。該報告調查中國宗教人權現狀、涵蓋3.5億多名宗教信徒，考察對象包括漢傳佛教、道教、天主教、新教、伊斯蘭教、藏傳佛教與法輪功。報告指稱，在中共中央總書記習近平統治下，中國共產黨和中國政府強化對宗教的打壓，打壓措施進入日常生活領域，並引發信仰者越來越強烈的抵觸。

## 發表

### 研究分析

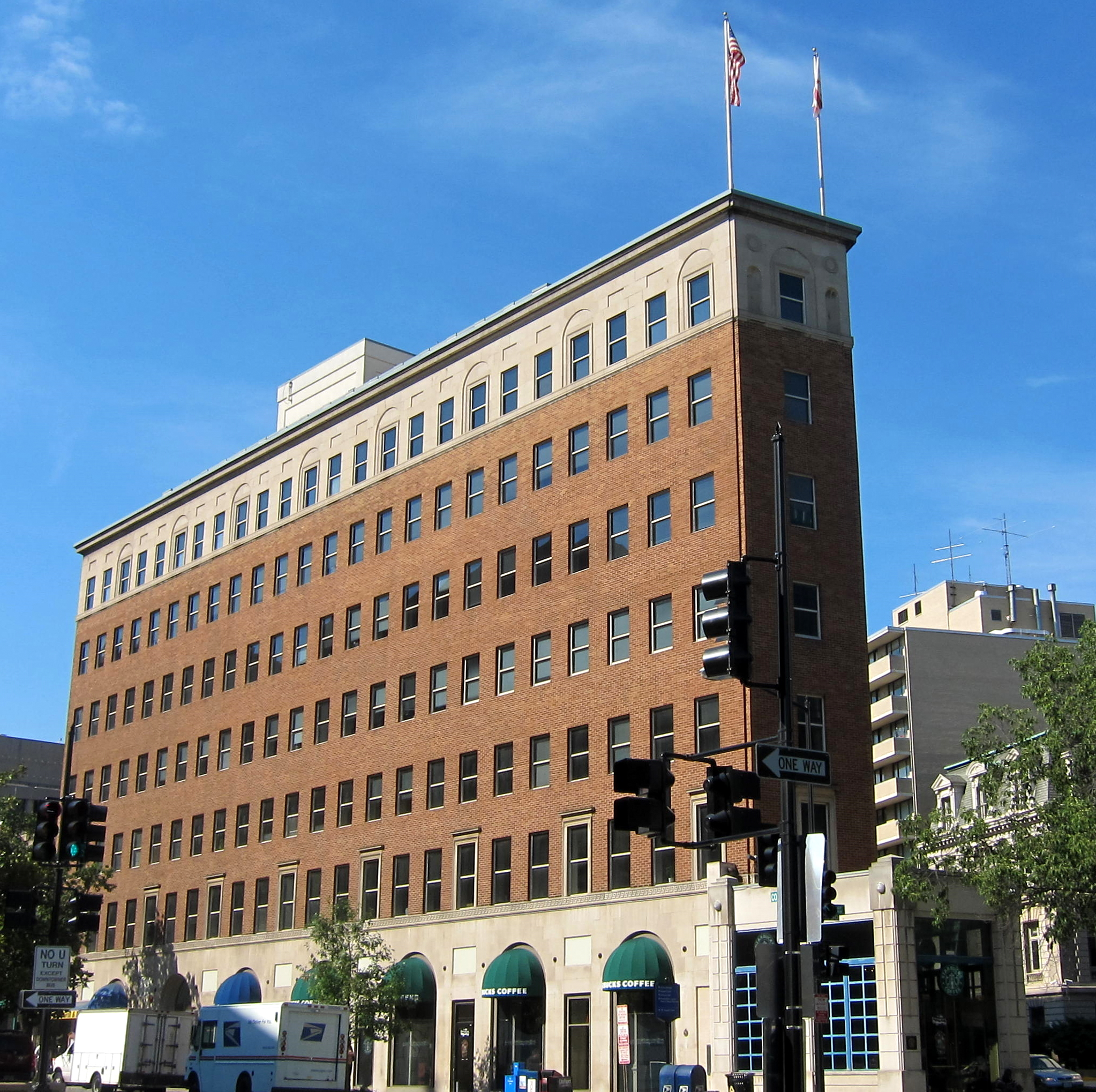
位在美國華盛頓哥倫比亞特區杜邦圓環的自由之家總部。

自由之家是非營利、無黨派的國際性非政府組織，長期關注全球自由民主變化，監督自由發展、倡導民主和人權，總部設在美國首都華盛頓哥倫比亞特區。一些人批评该组织接受美国政府的资金，并投其所好而失去客觀性，而另一些人则称赞该组织促進世界各國的民主改革。《中國靈魂爭奪戰》作者薩拉·庫克（Sarah Cook），為自由之家資深東亞高級研究分析員。庫克曾主持每月1期的《中國媒體快報》，以漢語和英語，提供中國新聞與言論自由的相關新聞分析。她也曾為自由之家撰寫特別報告，分別是《中國審查制度的陰影：中共媒體管制如何影響全球新聞媒體》（2013年）、及《政治局的困境：中國共產黨壓制政策的局限性》（2015年）。
《中國靈魂爭奪戰》獲得布拉德利基金支持，報告考察習近平自2012年11月出任中國共產黨中央委員會總書記上臺執政後，中国政府和中國共產黨對宗教控制政策的演變，並研究各宗教的發展狀況、與公民的政策反響。報告集中考察7個主要宗教群體、共有3.5億名以上的信徒，包括漢傳佛教、道教、天主教、新教、伊斯蘭教、藏傳佛教以及法輪功，這也是首次對該議題的全面性分析。

### 報告協助
在這份報告中，有5名精通中國宗教群體的專家為5個章節提供研究支持，包括3名博士候選人、1名獨立研究員和1名記者，但成員希望保持匿名。自由之家編輯泰勒·羅伊蘭斯（Tyler Roylance）、自由之家倡議部負責人安妮·柏雅強（Annie Boyajian），及2名實習生提供編輯和研究協助。另有3名中國研究學者任學術顧問，同樣也希望匿名。
報告獲得阿爾奇·普丁頓（Arch Puddington）、丹尼爾·卡尼格特（Daniel Calingaert）和羅伯特·魯比（Robert Ruby）意見反饋，並由蓋瑞·費（Garry Fey）任圖像設計師。因撰寫報告的庫克希望更多中國人能了解中國宗教現狀，自由之家在2017年2月出版英語版報告，同年8月22日發布中文版報告。

## 調查

### 本土宗教

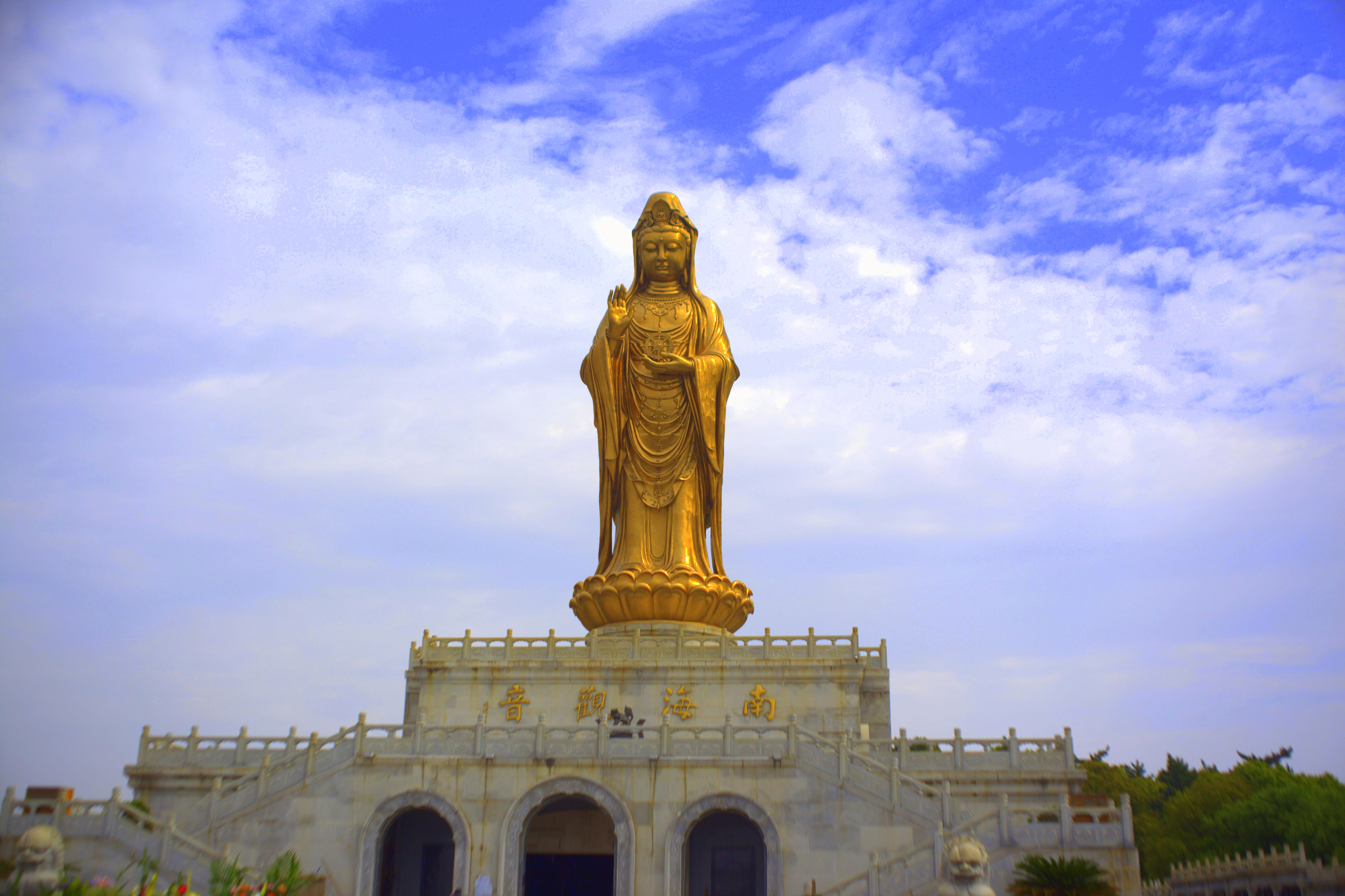
浙江省普陀山景點的觀音像，附近便有環繞寺廟而建、收取門票的景點。類似情況逐漸成為地方佛教領導人與政府緊張關係的來源。

《中國靈魂爭奪戰》指出，文化大革命過後，幾乎滅絕的漢傳佛教和道教經長期復甦，成為中國最大的制度化宗教，但規模和影響力無法與中國共產黨建政前相比。中國共產黨將漢傳佛教與道教當作攏絡人心的工具，呈現中國政府為傳統中華文化的掌旗手和宣導者，並試圖藉兩者影響力建立「軟實力」、改善與臺灣社會的關係。
報告還指出，習近平和其他領導人對漢傳佛教與道教相當重視。中國共產黨亦偏袒佛教、道教等本土宗教，對基督教、伊斯蘭教等外國宗教抱持敵意。中國共產黨認為，佛教和道教能實現自身在國內外的政治目標，報告也認為習近平企圖在傳統中國宗教和文化基礎上，建立政權統治的合法性。
儘管有政府的支持及較安全的環境，佛教與道教團體仍被嚴格控管，並出現賺取觀光財、「廟宇物品化」現象。許多地方官員將佛教、道教廟產視為經濟發展工具，收取費用盈利。隨著國內外旅客增加，廟產商品化情況日趨嚴重。這類基於發展旅遊、盤剝寺廟的行為，成為國家與寺廟人員、佛教徒間的關鍵爭執點，便有僧人利用社群媒體反抗政府打壓。

### 基督教

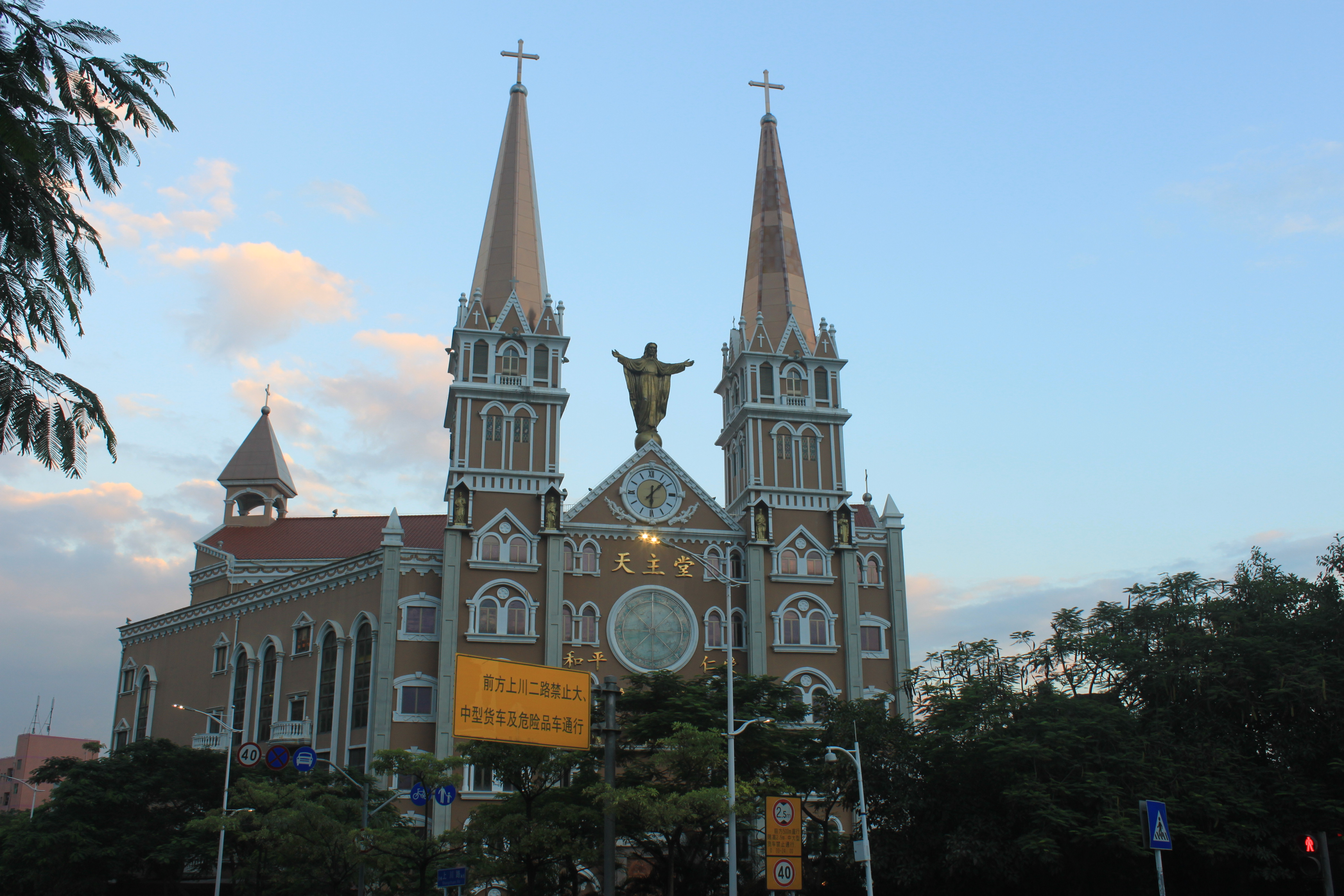
中國曾加大基督教壓制力道，發生數起強拆教堂十字架的案例。圖為天主教耶稣君王堂，位於中国广东省深圳市宝安区。

自由之家報告指出，中國基督教信徒數量自1980年顯著成長。根據中國國家宗教事務局統計，中國註冊的新教信徒達2,900萬人，天主教信徒達570萬人。报告指出中国境內實際的基督徒可能超過1億人，多数信眾未加入中國官方的「三自愛國教會」，而參加非官方教會，這類地下教會常遭當局打壓。在某些地區，官方及非官方教會領導人達成默契，信徒能在不同教會參加禮拜，讓基督徒的人數更難統計。
報告指稱，中國政府阻擋西方價值觀與外國勢力滲透，讓同樣信奉耶穌的天主教和新教，受到的壓迫有所差異。中國政府官方輿論強調西方價值觀「具威脅性」的論點，及宣傳基督教「宗教中國化」的必要性。2014年初，地方政府加強遏止基督教擴張的力度。對於多數新教信徒，地下教會和官方教會的打壓迫害都有明顯增加。習近平上任後，基督教打壓的情況雖無顯著惡化，但2013年仍傳出數十件打壓事件。
天主教則受中國與梵蒂岡關係逐漸恢復影響，教宗方濟各上任後，積極改善雙邊關係。這讓中國的天主教信徒出現希望，對往後中國的前途感到樂觀，不過中國主教任命權仍是需解決的關鍵問題。報告指出，儘管中國日益強化打壓力道、且確實達到部分目的，卻也讓官方及非官方教會、新教和天主教信徒更緊密，拆除十字架行動更凝聚基督徒。同時報告認為中國與梵蒂岡解決主教任命權後，有機會減少天主教地下教會的迫害。

### 伊斯蘭教

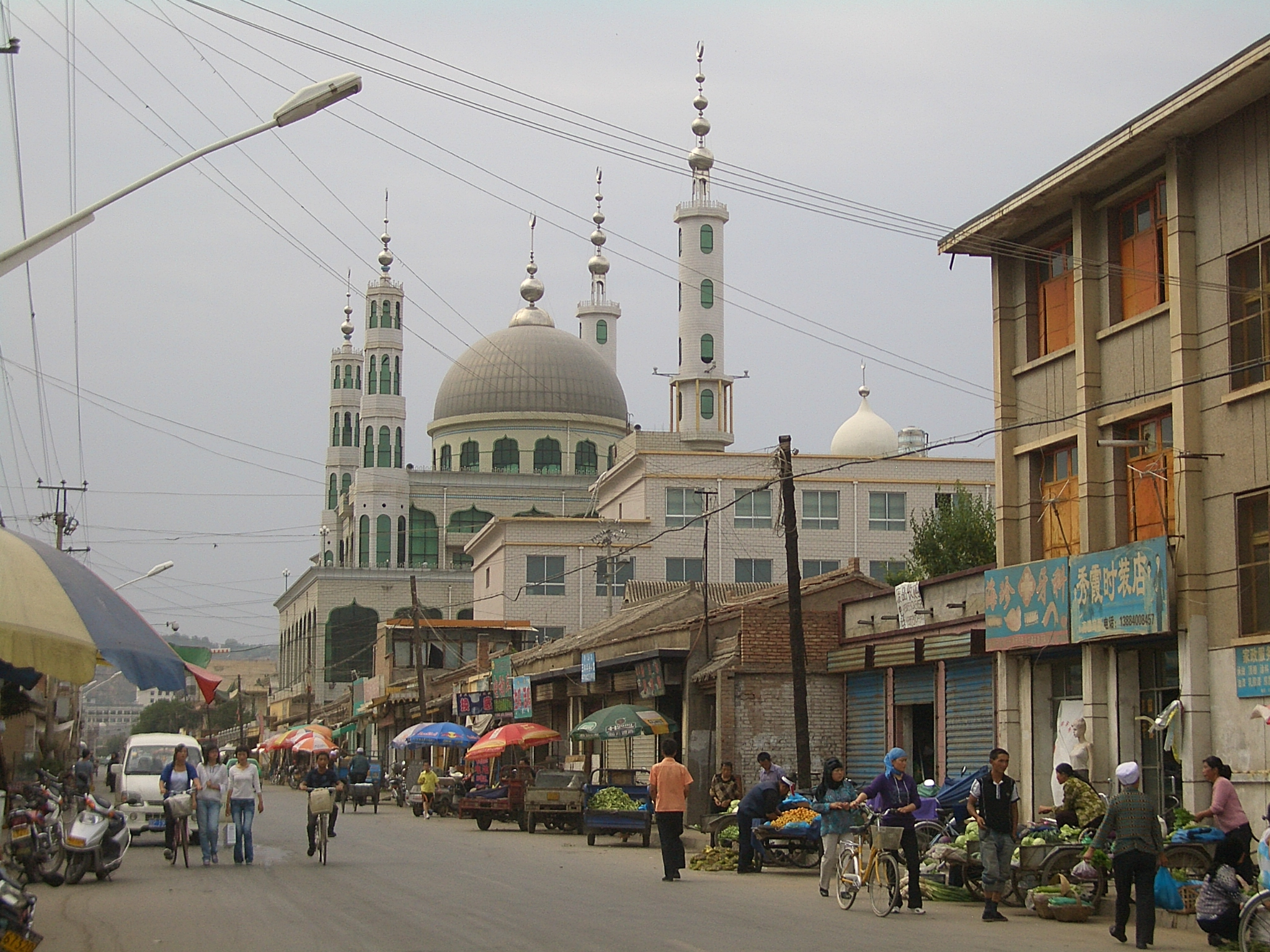
甘肅省臨夏市的穆斯林清真寺。臨夏市回族中的穆斯林人口眾多，有「小麥加」之稱，當地的伊斯蘭教限制比新疆維吾爾自治區更寬鬆。

《中國靈魂爭奪戰》指出，在文化大革命後，新疆維吾爾自治區有過宗教開放期，但1990年代中國推出新的控制法規，政府與穆斯林的矛盾增加；2001年美國發生九一一襲擊事件後，中國政府藉該機會，宣示打擊新疆維吾爾自治區宗教分離主義、恐怖主義與激進主義等「三股勢力」。習近平從2012年11月上臺後，政府緊縮控管伊斯蘭教，持續嚴厲控制打壓，達1,000萬人口的回族中的穆斯林和維吾爾族中的穆斯林遭遇更多限制，及面臨對伊斯蘭教的恐懼心理。
報告指稱，中國政府根據民族和地理位置不同，對待回族中的穆斯林和維吾爾族中的穆斯林的態度與政策，有著顯著的差異。非維吾爾族的穆斯林，日常宗教活動、服裝或資訊接觸明顯較少限制，漢化較深的回族中的穆斯林更獲得政府扶持。維吾爾族中的穆斯林的宗教行為則常被認定是「極端主義」，受到壓制。隨著政府逐漸加深對伊斯蘭教的控制，新疆維吾爾自治區的宗教控制持續擴大，維吾爾族中的穆斯林的生活受到嚴重影響。
報告指稱，維吾爾族中的穆斯林受到的迫害明顯比其他民族更嚴重，讓維吾爾族中的穆斯林與政府的衝突不斷加劇。隨著暴力事件引發漢族為主的社會大眾恐懼，政府以此藉口加強對新疆維吾爾自治區地區的掌控。報告還指出，維吾爾族中的穆斯林無論涉及何種罪名，被捕入監後都很有可能遭毆打虐待，特別是那些信仰堅貞的犯人。《中國靈魂爭奪戰》還表示，並無跡象顯示習近平與中國政府會改變對穆斯林的政策走向。

### 藏傳佛教和法輪功
不同於漢傳佛教和道教的待遇，報告認為藏傳佛教的迫害嚴重程度「非常高」。報告指出，習近平尚未恢復與第十四世達賴喇嘛代表的會談，其領導下的中國，基本上延續胡錦濤時代採用的政策手法和打壓運動，深化和擴大管控措施，包括對宗教自由和人權更明顯的嚴厲侵犯，甚至造成人員傷亡。中國政府持續對藏族信徒的藏傳佛教生活，施加嚴厲宗教限制，特別禁止崇拜流亡的第十四世達賴喇嘛。
2012年11月後，至少有321名藏人因涉及宗教行動或意見表達遭拘禁，75人被判處徒刑，每年都有人在被警方拘押期間喪生。報告指出，2009年開始的藏區連環自焚事件，在習近平上臺的2012年達到高峰，希望藉此吸引習近平關注、採取懷柔政策，人權組織便報導當年有28起自焚事件。不過西藏自治區嚴格管控藏族自焚抗議運動的資訊，自焚事件因而發生在2010年前相對自由的地區。
2012年12月後，政府推出許多新措施，包括「連坐法」阻止自焚、懲罰自焚協助者、取消慶祝活動、限制私下活動、鼓勵藏人告密、及操縱宗教教義和領導人遴選，活佛轉世傳承亦需政府認可。隨著政府持續打壓藏傳佛教，許多信仰虔誠的藏族族人冒著監禁、酷刑和死亡危險，積極和政治性抗議反對。報告還指出部分藏族族人選擇逃亡境外，2008年前每年有數千名藏人逃亡，但隨著青藏高原各地檢查站增加、及尼泊爾邊界軍力增強，逃亡已經無法實現。
報告指稱，法輪功初期得到政府支持，官方媒體曾給予正面報導。但因深受歡迎及意識形態衝突，中國共產黨轉而大規模禁止法輪功，對法輪功的鎮壓持續至胡錦濤時期。在這期間，法輪功的修煉者受到廣泛且嚴重的人權侵害。2013年1月至2017年，自由之家獨立核實933起法輪功學員囚禁入獄的案例，最長的刑期達12年。
儘管中國政府投入巨额資金，大規模鎮壓迫害法輪功長達17年，不過根據估計，中國仍有700萬至1,000萬名成員持續修煉法輪功。自由之家採訪的多位律師便指出，在法輪功遭禁多年後，仍有許多人持續修煉法輪功。2013年，浙江省人民政府與湖南省人民政府公布的檔案，也提及法輪功的「回潮」與「擴展」。
到了習近平統治時期，對法輪功的作為有著些許不同的改變。習近平的反腐敗工作促成官員輪替，及法輪功學員主動友好接觸警員，造成部分地方對法輪功的迫害有所緩解，這也顯示中國政府發動鎮壓的國家機器失效。部分地方官員迴避迫害法輪功成員，甚至有警員主動保護法輪功成員。

## 分析

### 宗教管控
自2012年中共十八大召開後開始，中國政府對宗教的控制和迫害整體呈現上升趨勢。一方面，中國許多地方，很多普通信徒從事宗教活動時，不會感受到限制。另一方面，部分信仰者面臨官僚障礙、強制性政治「再教育」、或經濟盤剝。每天都有政府安全部門，針對部分群體經常性逮捕、嚴酷懲罰、長期關押、及殺害信仰者等。至少1億名信仰者（即大約1/3的中國信仰者）所屬的宗教群體，面臨 「高度」或「非常高度」的受迫害危險。
與前任總書記胡錦濤相比，習近平上任後加強對宗教的打壓迫害，擴大許多迫害性政策。政府建立更嚴苛的法律環境限制，除了以《中華人民共和國刑法》、《中華人民共和國國家安全法》與《中華人民共和國反恐怖主義法》共同壓制和平的宗教活動，也將打壓目標轉為更多政府登記的會眾和領導人，過去中國政府容忍的宗教活動也遭懲罰。中國政府還讓中國人民武裝警察部隊與中國共產黨幹部，直接干涉寺廟與教堂管理，永久進駐宗教場所，穿戴頭巾、蓄鬍與禁食等日常性宗教活動也被干預。
中國政府還利用新的技術手段控制宗教，包括應用無人機與網際網路等高科技監測宗教活動，或在敬拜場所增加電子監控，同時還曾囚禁在騰訊QQ、微信等社交媒體分享宗教內容、或突破網路審查的信仰者。

### 管控失敗
《中國靈魂爭奪戰》指出，中國政府并没有对宗教进行一些管制，根據不同地點、不同民族和不同教派有著不同形式。作者庫克撰寫自由之家報告時，承認中國的信仰者確實不一定感到被打壓，亦提及部分積極發展，包括中國與梵蒂岡關係得到改善、腐敗黨政官員下臺，法輪功迫害情況緩和。但庫克認為，在習近平統治下，儘管中國政府不斷強化對宗教的迫害與打壓，打壓措施仍滲透到日常生活領域，這引發信仰者強烈反彈，顯示了中國宗教政策根本上的失敗。
當中，她認為上百萬的信仰者不會顧慮這些日常限制，而願意為更高的原則做出犧牲，這將成為中國政府遭遇的困難。撰寫報告的庫克認為中國共產黨註定輸掉這場「中國靈魂的長期爭奪戰」。另外，報告還建議中國共產黨領導人放鬆有關宗教團體登記的規定，把更多信仰者帶入現實的法律框架，借此扭轉過去那些令信仰者相當反感的做法，如禁止敬拜第十四世達賴喇嘛、禁止修練法輪功、拆除官方教堂十字架等。

## 外部連結
- （简体中文） 中国灵魂争夺战：习近平治下的宗教复兴，压制和抵抗（页面存档备份，存于）
- （繁體中文） 中國靈魂爭奪戰：習近平治下的宗教復興、壓制和抵抗（页面存档备份，存于）